# 1183 هـ
1183 هـ هي سنة في التقويم الهجري امتدت مقابلةً في التقويم الميلادي بين سنتي 1769 و1770.

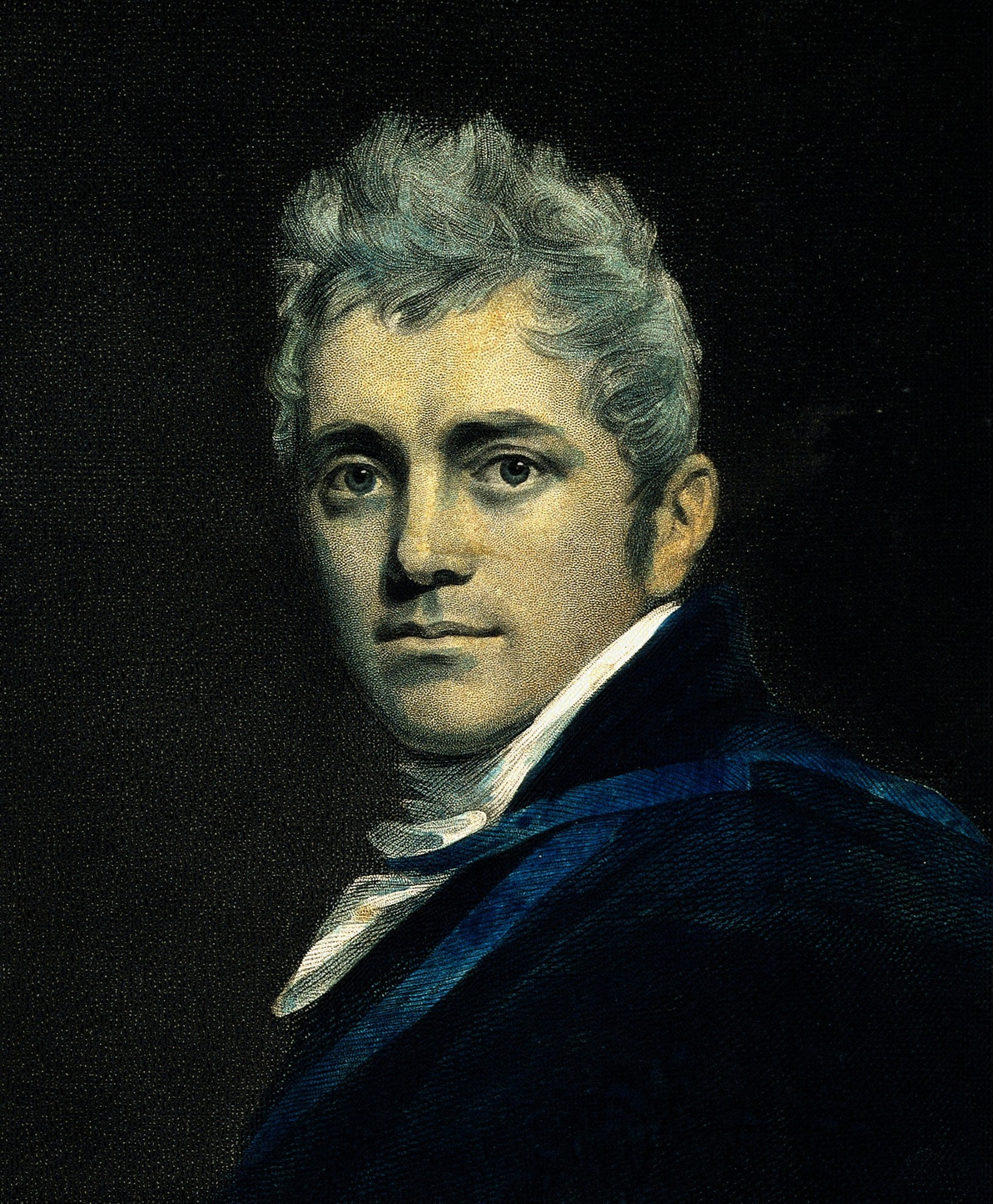
إدوارد دانيال كلارك

## مواليد
- الإمام تركي بن عبد الله مؤسس الدولة السعودية الثانية.
- إدوارد دانيال كلارك
- تركي بن عبد الله آل سعود
- فتح علي شاه
- نابليون الأول